# 山梨県住宅供給公社
山梨県住宅供給公社（やまなしじゅうたくきょうきゅうこうしゃ）は、山梨県が設置する地方住宅供給公社である。
事業内容は土地の取得造成を行うほか、分譲住宅の販売および県営住宅の賃貸である。同じ山梨県内の公社である山梨県土地開発公社と事業内容が重複している部分もあるが、土地開発公社は工業団地など多方面に渡る土地開発を行なっているのに対し、住宅供給公社は県営住宅などの宅地開発に特化している。
バブル景気時の宅地開発が祟り、土地開発公社同様に財政状況が悪化していたため2008年（平成20年）4月1日より山梨県地域整備公社の管理下に置かれている。また2010年（平成22年）に分譲事業を終了し、現在は賃貸業務と債務整理業務が主となっている。
債務整理が終了次第、山梨県住宅供給公社は2038年度を目処に解散する予定とされている。

## 沿革
- 1968年2月1日 - 設立。
- 2008年（平成20年）4月1日、山梨県地域整備公社を発足。山梨県土地開発公社、山梨県道路公社、山梨県住宅供給公社の3つの公社で構成。

## 主な宅地

### 分譲団地
双葉響が丘
甲斐市竜地に造成していた開発総面積24ヘクタール、総区画351区画の分譲宅地。
白根桜が丘
南アルプス市在家塚に造成していた総区画70区画の分譲宅地。
白根桃ノ丘
山梨県南アルプス市西野に造成していた総区画280区画の分譲宅地。

### 賃貸
県営住宅・団地など